# Taťjana Moskvinová
Taťjana Moskvina nebo Taciana Maskvina (rusky Татьяна Москвина), (* 10. leden 1973 Novosibirsk, Sovětský svaz) je bývalá reprezentantka Sovětského svazu a Běloruska v sambu a judu. Je ruského původu.

## Sportovní kariéra
V rodném Novosibirsku začínala s gymnastikou, plaváním a atletikou. V 10 letech se s rodinou přestěhovala do Mohylevu a ve 12 letech poprvé zkusila sambo-judo. Oběma příbuzným zápasnickým stylům se věnovala prakticky celou svojí sportovní kariéru současně. V sambu byla díky menší konkurenci úspěšnější, má na svém kontě 10 titulu mistryně světa. V judu se prosazovala především v Evropě. Jejím nedostižným vzorem ve světě byla Japonka Tani. Ke konci své vrcholové kariéry žila v Německu, kde zápasila v bundeslize a dokonce se tam i vdala. V roce 2006 se jí narodila dcera Chantal.
Olympijských her se účastnila celkem dvakrát, ale pokaždé vypadla v prvním kole. V roce 1996 prohrála v prvním kole s Japonkou Tani a v roce 2004 s Francouzkou Josinet. V roce 2000 a v roce 2008 jí kvalifikace těsně utekla na body.

## Výsledky
| Turnaj             | Sovětský svaz   | Sovětský svaz   |                 |                 |                 |                 | Bělorusko       | Bělorusko       | Bělorusko       | Bělorusko       | Bělorusko       | Bělorusko       | Bělorusko       | Bělorusko       | Bělorusko       | Bělorusko       | Bělorusko       | Bělorusko       |
| Turnaj             | 1990            | 1991            | 1992            | 1993            | 1994            | 1995            | 1996            | 1997            | 1998            | 1999            | 2000            | 2001            | 2002            | 2003            | 2004            | 2005            | 2006            | 2007            |
| Turnaj             | 17              | 18              | 19              | 20              | 21              | 22              | 23              | 24              | 25              | 26              | 27              | 28              | 29              | 30              | 31              | 32              | 33              | 34              |
| Turnaj             | superlehká váha | superlehká váha | superlehká váha | superlehká váha | superlehká váha | superlehká váha | superlehká váha | superlehká váha | superlehká váha | superlehká váha | superlehká váha | superlehká váha | superlehká váha | superlehká váha | superlehká váha | superlehká váha | superlehká váha | superlehká váha |
| ------------------ | --------------- | --------------- | --------------- | --------------- | --------------- | --------------- | --------------- | --------------- | --------------- | --------------- | --------------- | --------------- | --------------- | --------------- | --------------- | --------------- | --------------- | --------------- |
| Olympijské hry     |                 |                 | —               |                 |                 |                 | 7.              |                 |                 |                 | —               |                 |                 |                 | úč.             |                 |                 |                 |
| Mistrovství světa  |                 | —               |                 | úč.             |                 | 7.              |                 | 7.              |                 | úč.             |                 | úč.             |                 | úč.             |                 | —               |                 | 7.              |
| Mistrovství Evropy | 7.              | —               | úč.             | úč.             | úč.             | —               | 5.              | 3.              | —               | úč.             | 5.              | —               | 2.              | 3.              | 2.              | 3.              | —               | —               |